# Mareike Krügel
Mareike Krügel (* 1977 in Kiel) ist eine deutsche Schriftstellerin.

## Leben
Mareike Krügel studierte am Deutschen Literaturinstitut Leipzig und lebt heute als freie Autorin in der Nähe von Schleswig. Sie leitet das Schreiblabor im Literaturhaus Hamburg. Zudem ist sie Mitglied im PEN-Zentrum Deutschland und Mitgründerin des PEN Berlin.
Krügel ist mit dem Autor Jan Christophersen verheiratet.

## Werke
Einzelveröffentlichungen
- Alle wissen hier alles. Roman. Piper, München 2024, ISBN 978-3-492-06093-6
- Almuth und der Hühnersommer. Roman. Beltz & Gelberg, Weinheim 2023, ISBN 978-3-407-75715-9
- (mit Jan Christophersen): Gebrauchsanweisung für Schleswig-Holstein. Piper, München 2022, ISBN 978-3-492-27757-0.
- Schwester. Roman. Piper, München 2021, ISBN 978-3-492-05856-8
- Zelten mit Meerschwein. Roman. Beltz & Gelberg, Weinheim 2018, ISBN 978-3-407-82352-6
- Sieh mich an. Roman. Piper, München 2017, ISBN 978-3-492-05855-1
- Bleib wo du bist. Roman. Schöffling & Co., Frankfurt/Main 2010, ISBN 978-3-89561-074-5[3]
- Die Tochter meines Vaters. Roman. Schöffling & Co., Frankfurt/Main 2005, ISBN 978-3-89561-073-8, sowie als Taschenbuch im Diana-Verlag, München 2007, ISBN 978-3-453-35159-2
- Die Witwe, der Lehrer, das Meer. Roman. Steidl Verlag, Göttingen 2003, ISBN 3-88243-936-X

In Anthologien (Auswahl)
- Kein Name für eine Stammkneipe in: Das Hamburger Kneipenbuch, Berlin Verlag 2008, ISBN 978-3-8333-0454-5[1]
- Was macht die Kunst? in: Kaffee.Satz.Lesen 13-31, mairisch Verlag 2006, ISBN 978-3-938539-05-7[4]

In Zeitschriften und Zeitungen (Auswahl)
- Angeln gehen in: Hamburger Abendblatt, Reihe Schrift-Stücke, Ausgabe vom 2. Juni 2007[5]
- Picasso zieht sich an in: Sprache im technischen Zeitalter, Ausgabe 173[6]

## Auszeichnungen (Auswahl)
- 2024: Kranichsteiner Kinderliteratur-Stipendium[7]
- 2010: Stipendiatin im HALMA Netzwerk[8]
- 2007: Stipendiatin im Kloster Cismar[1]
- 2006: Friedrich-Hebbel-Preis[9]
- 2006: Stipendiatin im Künstlerhaus Lukas[10]
- 2004: Stipendiatin in der Villa Decius in Krakau
- 2003: Literaturförderpreis der Stadt Hamburg[11]

## Besprechungen
- Zu Die Tochter meines Vaters (Die Berliner Literaturkritik, 30. September 2005)
- Zu Die Tochter meines Vaters (von Frank Keil-Behrens in: Titel-Magazin, 13. November 2005)
- Jacqueline Thör: Zwischen Alltag und Todesangst. Mareike Krügel erzählt in ihrem Roman „Sieh mich an“ von einer Mutter, die nur scheinbar alles unter Kontrolle hat, in: F.A.S. Nr. 32, 13. August 2017, S. 44.
- Elke Tonscheidt im Gesellschaftsblog OHFAMOOS[12]